# 全國民主勞動組合總聯盟
全国民主劳动组合总联盟（韩语：전국민주노동조합총연맹）是韩国的工会组织。全国民主劳动组合总联盟内部简称为总联盟，对外通常简称为民主劳总。民主勞總立場與鬥爭方式較為激進，支持左翼進步政黨。

## 发展历史
工会成立运动
1945年朝鲜半岛光复后，在大量劳工运动家们的帮助下，韩国第一个左派工会的劳工运动家成立了朝鲜工会全国评议会（简称全评），并由朝鲜共产党给予赞助，李承晚、金九、金奎植为名誉总裁。刘镇山、全镇汉、金斗汉等人成立了右派工会组织大韩工会总联合会（简称大韩劳总）。
随着“左派非法化”政策的施行，朝鲜工会全国评议会被视为非法团体，于1950年被李承晚政府强制解散。1961年，朴正熙等人发动5·16军事政变，政府宣布工会运动非法，5月20日大韩劳总亦成为非法团体，最终被朴正熙军政府强制解散。
民主工会运动
20世纪70年代，韓國經濟快速發展，史稱汉江奇迹。但劳工的工作環境极其恶劣，20世纪80年代，劳工意识飞速变化，很多劳動者意识到需通过各种方式改善自己的不合理处境並成立工会。他们开始自行组建民主工会，代替由工作单位掌控的、空有虚名的御用工会。
但當局修改勞動基準法，規定一個企業內只能存在一個工會，大部分企業內建立之工會均為工作單位掌控，勞動者建立的工會被宣布為非法，最終被解散。
朴正熙、全斗焕政权先后对工会活动展开残酷的镇压。1985年，工人们针对全斗焕政权所采取的镇压行动，进行了韩战后第一次结盟罢工斗争（九老同盟罢工），但是九老同盟罢工最终因全斗焕的镇压而失败。此后，劳工运动家们为建立工会联合组织而奋斗。
九老同盟罢工运动结束后，劳工运动家们建立了首尔劳工运动联合（简称劳运联）等工运团体。但是1986年全斗焕政权将其判定为「反国家团体」，将大部分成员拘捕并施以严刑，大量劳工运动家被判有罪。2001年韩国政府将当时的活动认定为大韩民国民主化运动的一部分，恢复了相关人士的名誉。
全国工会协议会时代
1987年，韩国民主化运动初见萌芽，关于呼吁政府关注劳动者权利和关于设立工会的大规模罢工接连不断，工人們以採取基層普選的手段改選企業內所設立的工會，建立起勞工自治的民主工會。工会运动于1989年达到高峰。
与此同时，韩国工会总联盟对这种行为的评价是，这种小型的工会并不能代表劳动者的权益和声音，而应当直截了当的向资本家和政府作斗争，因此提出了设立工会上级团体的必要性。为此，1989年展开了为准备成立全国工会协议会的活动。
全国工会协议会创立大会
1990年1月22日，全国工会协议会（简称全工协）在水原的成均馆大学召开创立代议员大会，选举段炳浩为首任委员长。当天的创立大会原计划在首尔大学举行，但在警察镇压封锁场地后，大会转移到成均馆大学自然科学校区举行。创立大会结束后，130名工会相关人士被逮捕。当天，全国工会协议会在创立宣言中宣布，现行任务是为争取劳工基本权利而斗争。最終全工协于1995年决定解体，成立民主劳总。
全国民主劳动组合总联盟时代
民主劳总于1995年11月11日创立，第一任委员长由权永吉担任，首席副委员长由单炳浩担任。民主劳总后被政府宣布为非法组织，直至1997年修订劳动关系法后合法化，创立时加入成员数为42万人，后逐渐增加至52万人，现与韩国劳总成为韩国兩大工会组织。截至2020年12月，共有131万8945余名劳工加入民主劳总。
1997年，政界废除了多条法律，民主劳总自此成为合法组织。合法化后次年（1998年），民主劳总的工会成员人数增加到了52万名。民主劳总的创立给大韩民国工会运动带来了很大的变化。具有妥协倾向的韩国劳总的影响力减弱，相反，立場更為激進，态度更为强硬、具有斗争倾向的民主劳总的影响力增大。随着民主劳协在大韩民国第17届国会培养出国会议员，民主劳总的实力进一步增大。

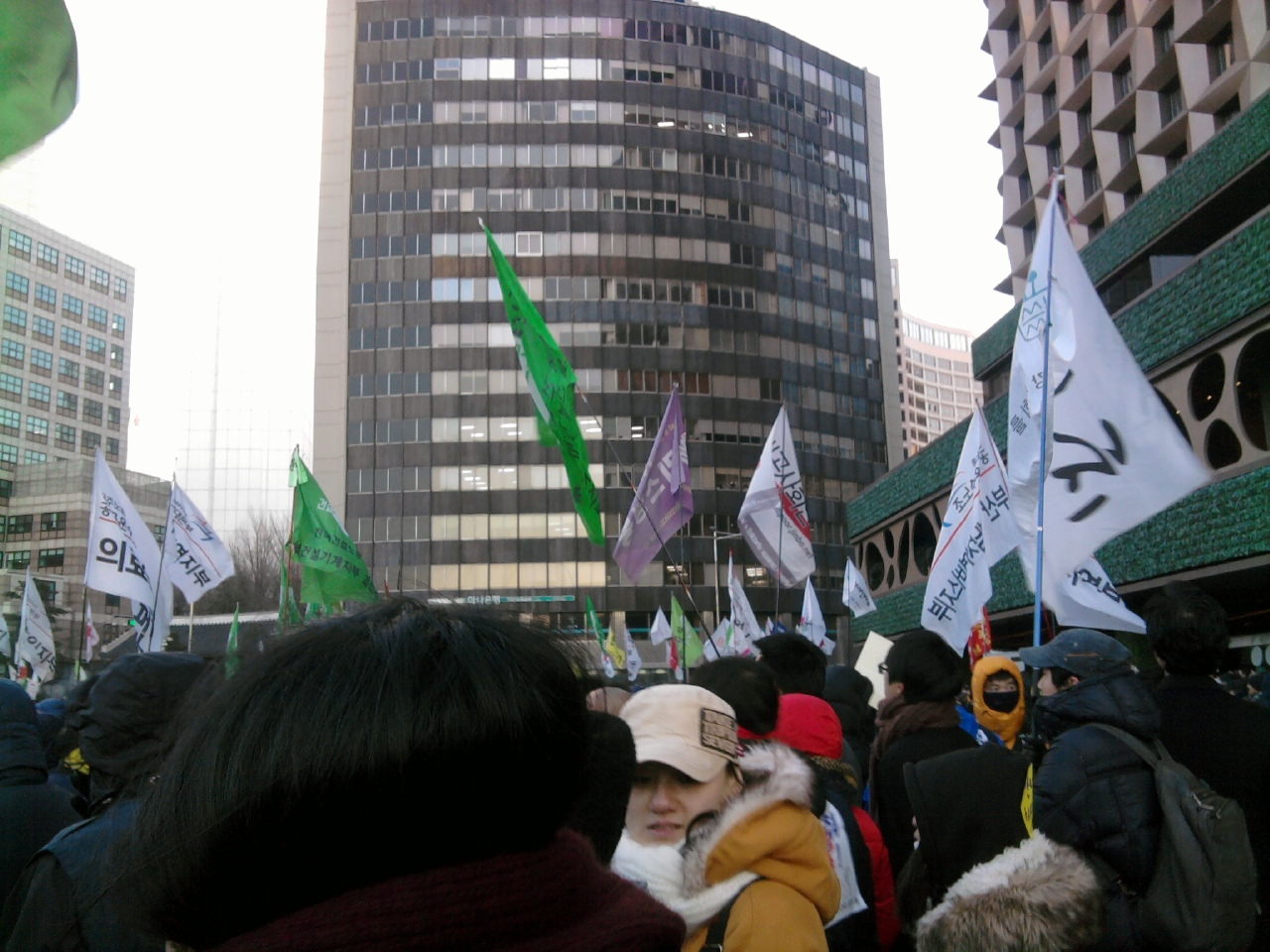
2013年民主勞總舉辦的示威活動

2014年12月，民主劳总在上级劳动团体中进行民主化改革后，首次以全体加盟工会成员的直接投票（即直选）选举出委员长，从第8届领导层以后开始使用“委员长直选制”体制选举领导层。

## 下属组织
截至2019年4月，民主劳总共有16个下属组织，组合成员数约为101万4845名。加入民主勞總的下属组织如下：
- 全国建设产业工会联盟
- 全国公共运输工会联盟
- 全国公务员工会
- 全国教授工会
- 全国金属工会
- 全国大学工会
- 全国保健医疗产业工会
- 韩国非正规教授工会
- 全国事务金融工会联盟
- 全国服务产业工会联盟
- 全国媒体工会
- 全国女工会联盟
- 全国教职员工会联盟
- 全国民主化学纤维工会联盟
- 全国情报经济服务工会联盟

## 纲领
我们继承自主民主的工会运动的历史和传统，建设保障人类尊严和平等的真正的民主社会。实现劳动者政治势力化，加强与其他民主势力的联系，建立民族自主性和健康的民族文化，争取民主制权，实现分裂祖国的和平统一。
我们扩大强化未组织劳动者的组织化等组织力量，确立各产业的共同交涉、共同斗争体制，建设各产业工会，统一全体工会运动。
我们粉碎权力和资本的镇压和控制，完全争取劳工基本权利，扩大以联合决策为基础的经营参与，铲除劳动现场的非民主因素。
我们改善确保生活工资、保障雇佣稳定、缩短劳动时间、驱逐工伤、扩大母性保护等劳动条件，消除男女平等等所有形态的差别，争取安全舒适的劳动环境。
加大对垄断资本的约束力度，保护中小企业和农业，改革社会保障、住房、教育、医疗、税收、财政、物价、金融、土地、环境、交通等方面的政策制度。我们与全世界劳动者联合起来，加强国际劳动运动力量，促進人权，抵禦战争和核武器的威胁,，实现持久的世界和平。

### 基本任务
我们继承和发展自主、民主的工会运动的历史和传统。
我们建设保障人类尊严和平等的真正的民主社会。
我们实现劳动者的政治聲量化，加强与民主势力的联系。
我们争取言论、出版、集会、结社、示威、思想自由等民主权利。
我们确立民族自主性，实现和平统一。
我们确立各产业共同交涉、共同斗争体制,建设各产业工会。
我们将工人组织起来，团结工会运动中的其他劳动者。
我们粉碎权力和资本的镇压，完全争取教师、公务员的团结权等劳动基本权利。
我们阻止资本合理化战略带来的劳动控制和劳动强度的强化。
我们扩大以共同决定为基础的经营参与，铲除劳动现场的非民主因素。
我们争取最低生活保障工资和每周40小时劳动制，增加带薪休假时间。
我们消除男女、职业、学历、企业、国籍之间的差别，争取男女同工同酬。
我们避免被解雇和失业，争取完全就业和就业稳定。
我们驱逐工伤和职业病，争取舒适安全的工作环境。
我们实现男女平等，扩大孕產婦保护，並為女性提供终身工作場所。
我们改革社会保障制度和住房、教育、医疗制度，争取全民美好生活。
加强對国内外垄断资本的监管，保护和培育中小企业和农业。
改革税制、财政、物价、金融、土地、环境、交通等方面的制度和政策。
我们铲除腐朽文化，建立健康的民族文化。
我们加强与全世界劳动者的联系，抵禦战争和核武器威胁，实现世界和平。

## 决策结构
民主劳总的最高决议机构是劳总成员大会，构成重要议决的定期表决机构是大议员大会。经常性活动由中央委员会、中央执行委员会和常任执行委员会进行决策，委员长召开各种会议并担任议长。各项事务工作通过秘书长总管的事务局进行。

## 主要活动

### 劳资政大妥协時期
韩国外汇资源危机事件后，金大中国民政府为解决外汇危机，提出了"社会大妥协方案"，其主要内容是引进裁员制度并召开劳资政委员会，以扩大劳动者方面的劳动基本权。
民主劳总当时由裴锡范作代表出席了第一届劳资政委员会。在接受整理解雇的同时，公务员和教员的工会成立权得到了认可。该协议通过之后，全国教职员工会成为合法工会。但是，民主劳总并不信任通过代议员大会承认的结构调整，解雇了裴锡范委员长。
新当选委员长的民主劳总委员长李龙甲宣布，绝对不能赞成强迫劳动者单方面牺牲的决定，并宣布民主劳总不参加劳资政委员会，最终劳资政委员会只有政府、韩国劳总和韩国经营者总协会参与，达成了劳资政大妥协。因此企业以经营困难导致的结构调整为由，强行进行裁员，与工会的矛盾达到了高潮。另一方面，裁员会降低工会的组织率、削弱工会力量。1999年，工会的组织率下降到11.7%。

### 產業工會談判運動
各大企業中均有由工人建立和管理的產業工會，產業工會較重視正式職工的就業保障問題，但對於改善中小企業非正式職工就業問題方面態度較為消極被動。民主勞總提出進行加強行業談判，以解決這一問題。
2003年以後，民主勞總的核心產別工會韓國金屬工會與金屬工業雇主協會進行談判，然而參與各產業中央交涉的人員只有17%，暴露出了各產業工會運動的侷限性。

### 非正式工問題
民主勞總關注非正式工問題，同時逐步推進廢除歧視。自2005年開始民主勞總為非正規職權利保障法請願，2008年在勞動廳前展開靜坐示威的直接行動。

### 總罷工鬥爭
韩国各劳组在與資方談判失敗後會選擇進行抗爭，其中手段包括宣布進行總罷工。歷史上，民主勞總在面對談判失敗、協商受阻的情況下均會組織總罷工鬥爭，並會通知下屬工會，要求成員參加。總罷工鬥爭結束的條件是勞資雙方談判得到共識，或工會方目的達成。
2023年7月3日，民主勞總宣布進行總罷工，目的為要求尹錫悅政权下台、停止打压工会、阻止日本排放核废水等事项。
2024年12月3日，南韓總統尹錫悅宣布南韓進入非常戒嚴狀態，在戒嚴令發出後，民主勞總隨即緊急號召工會成員，表示在野黨國會議員正在前往國會，但難以進入國會，希望所有成員儘可能在國會正門聚集，形容尹錫悅為了延長被逼到懸崖邊的政治生命，選擇戒嚴這種非理性、反民主的方法，國民不會原諒。實施戒嚴最終只會讓尹錫悅政權終結。同時民主勞總在聲明中表示，員工將進行無限期的總罷工，直到尹政府下台。

## 爭議

### 鬥爭手段
民主勞總在過去的示威活動中立場較為激進，曾進行大規模暴力示威，或使用武力對抗警方。其下屬部分工會曾因其採取過激示威手段而選擇退出民主勞總。2019年，HD現代重工工會佔領股東大會並施以暴力示威，5月22日，工會成員向警方展開攻擊，19名警察因此出現牙齒斷裂與韌帶受傷等情形。